# 荏名神社
荏名神社（えなじんじゃ）は、岐阜県高山市江名子町にある神社である。式内社「飛騨国大野郡 荏名神社」の論社で、旧社格は郷社。

## 祭神
祭神は高皇産靈神と荏名大神である。『神名帳考證』では大屋津姫命としている。中世までは「稲置森子安大明神」と称し、安産の神とされていた。『古事記』の開化天皇紀に「山代之荏名津比売」の文言が見えるが、当社との関係は不明である。

## 歴史
創建の由諸は不詳である。延喜式神名帳に「飛騨国大野郡 荏名神社」と記され、小社に列しているが、後に衰廃し、所在は不明となっていた。
文化12年（1815年）、高山の国学者田中大秀が、江名子町の稲置（いなき）の森にあった子安大明神（子安観音堂）を、「荏名」が「胞衣」（胎盤）と解されたためだとして式内・荏名神社に比定し、自らが神主となり荏名神社に改称して再興した。明治4年9月に郷社に列格した。
なお、式内・荏名神社は江名子町4946の荒神社に比定する説もある。

## 文化財
- 荏野文庫土蔵（岐阜県指定史跡）[2]　田中大秀の文庫蔵。
- 荏名神社神橋　附田中大秀筆設計図（高山市指定文化財 建造物）[3]